# حسن اعصم قرمطی
ابوعلی حسن عاصم بن احمد بن بهرام جنابی (به عربی: ابوعلی الحسن العاصم بن احمد بن بهرام الجنبی) (واحه احساء، ۸۹۱ – رمله، ۹۷۷) رهبر قرمطی بود که عمدتاً به عنوان فرمانده نظامی تهاجمات قرمطیان به سوریه (به ویژه در اطراف دمشق و فلسطین) در ۹۶۸–۹۷۷ شناخته می‌شود. وی موفق شد از تارسوس در ترکیه امروزی تا العریش در مصر امروزی را فتح کند و شرق مدیترانه را تحت کنترل دولت قرمطیان در بیاورد

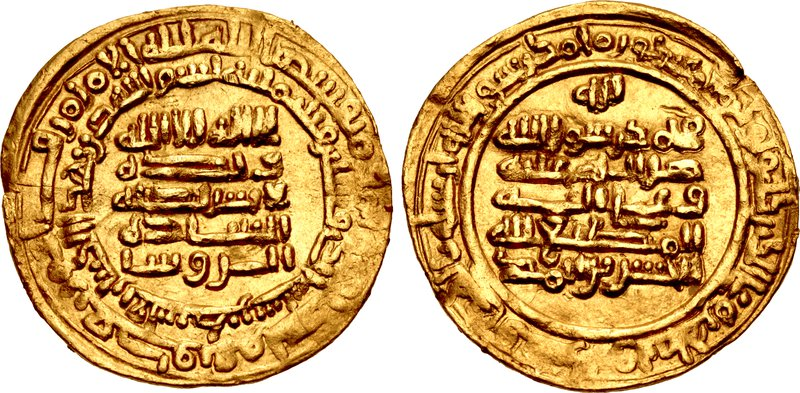
دینار طلای ضرب شده به نام الحسن، ضرب شده در رمله در ۹۷۲/۱.

## حملات به شام و مصر

نقشه سوریه و استان‌های آن در دوران اولیه اسلامی، قرن نهم تا دهم

او در سال ۹۶۸ حملاتی را به اخشیدیان رهبری کرد و دمشق و رمله را تصرف کرد و تعهداتی برای خراج گرفت. پس از فتح مصر توسط فاطمیان و سرنگونی اخشیدیان، در سال‌های ۹۷۱–۹۷۴، اعصم حملاتی را علیه خلافت فاطمیان رهبری کرد که شروع به پیشروی در سوریه کرده بودند. قرمطیان بارها فاطمیان را از سوریه بیرون کردند و دو بار در سال‌های ۹۷۱ و ۹۷۴ به مصر حمله کردند، پیش از آنکه در دروازه‌های قاهره شکست خوردند و به عقب رانده شدند. اعصم به جنگ علیه فاطمیان، که اکنون در کنار ژنرال ترک آلپتکین بودند، تا زمان مرگش در مارس ۹۷۷ ادامه داد. در سال بعد، فاطمیون موفق شدند بر متحدان غلبه کنند و با قرمطیان پیمانی منعقد کردند که نشان‌دهنده پایان تهاجم آنها به سوریه بود.

## خانواده
حسن اعصم در احساء، پایتخت دولت قرمطی بحرین، در ۸۹۱ از احمد، پسر بنیانگذار دولت قرمطیان، ابوسعید جنابی به دنیا آمد. قدرت به‌طور جمعی در میان پسران ابوسعید بود، اگرچه کوچک‌ترین آنها، ابوطاهر جنابی تا زمان مرگش در سال ۹۴۴ شخصیت غالب بود. پس از مرگ ابوطاهر، برادران او تا دهه ۹۷۰ به‌طور جمعی قدرت را در دست داشتند، تا زمانی که برخی از آنان فوت کردند. در این مرحله، پسران آنها (اعصم و پسرعموهایش) در شورای حاکمیت پذیرفته شدند. این بدان معناست که اگرچه اعصم رهبر نظامی اصلی قرمطیان در لشکرکشی‌هایشان به خارج از کشور بود، اما در حقیقت قدرت همچنان نزد عموهای او بود که آخرین آنها، ابویعقوب یوسف، در سال ۹۷۷ درگذشت.